# Coccophagus nigritus
Coccophagus nigritus är en stekelart som beskrevs av Compere 1931. Coccophagus nigritus ingår i släktet Coccophagus och familjen växtlussteklar.
Artens utbredningsområde är:
- Eritrea.
- Kenya.

Inga underarter finns listade i Catalogue of Life.